# Sympycnus brevitalus
Sympycnus brevitalus är en tvåvingeart som beskrevs av Van Duzee 1930. Sympycnus brevitalus ingår i släktet Sympycnus och familjen styltflugor. Inga underarter finns listade i Catalogue of Life.